# Adopció homoparental

Legislació relativa a l'adopció homoparental a Europa
Legal
Possibilitat d'adoptar el fill de la parella
Desconegut/ambigu

Legislació relativa a l'adopció homoparental a Nord-amèrica
Legal
Desconegut/ambigu

L'adopció homoparental és l'adopció d'un infant per una persona o una parella de persones homosexuals, formant-se una família homoparental.

## Situació legal o jurídica
Com a dret civil, l'adopció homoparental consisteix en la possibilitat d'adoptar un infant i que esdevingui legalment fill o filla dels dos membres d'una parella formada per dues persones del mateix sexe. El 2009 l'adopció homoparental era un dret reconegut a Andorra, Bèlgica, Canadà, Dinamarca, Espanya, Guam, Islàndia, Israel, Noruega, Països Baixos, Regne Unit, Sud-àfrica, Suècia, Uruguai i en certs territoris d'Austràlia i Estats Units. A Alemanya, Finlàndia i França és legal l'adopció del fill d'un altre membre d'una parella de fet o unió civil.
El govern d'António Costa va aprovar l'adopció homoparental per a parelles casades a Portugal, tot i que en primera instància el president de la República, Aníbal Cavaco Silva, va vetar el document però el Parlament va confirmar la proposta i Cavaco Silva va promulgar la llei, que va entrar en vigor l'1 de març de 2016.

## Opinió pública
Al voltant d'un 78 % de la població catalana està d'acord o molt d'acord amb què les parelles homosexuals puguin adoptar en les mateixes condicions que les parelles heterosexuals, segons dues enquestes elaborades el 2015 i 2018 pel Centre d'Estudis d'Opinió de la Generalitat de Catalunya.